# Хранилище радиоактивных отходов Горлебен

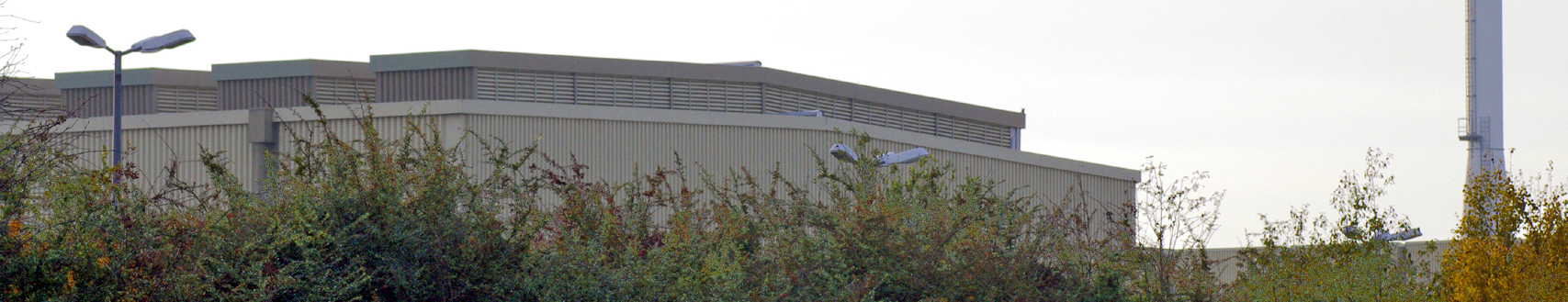
Слева — хранилище для контейнеров с ядерными отходами

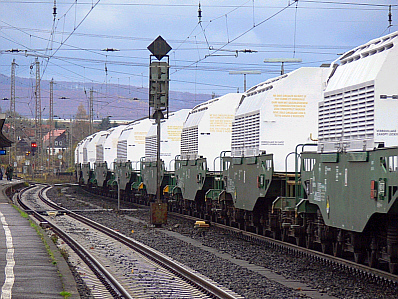
Поезд, транспортирующий высокорадиоактивныеядерные отходы из перерабатывающего завода La Hague во Франции в Горлебен, 2008

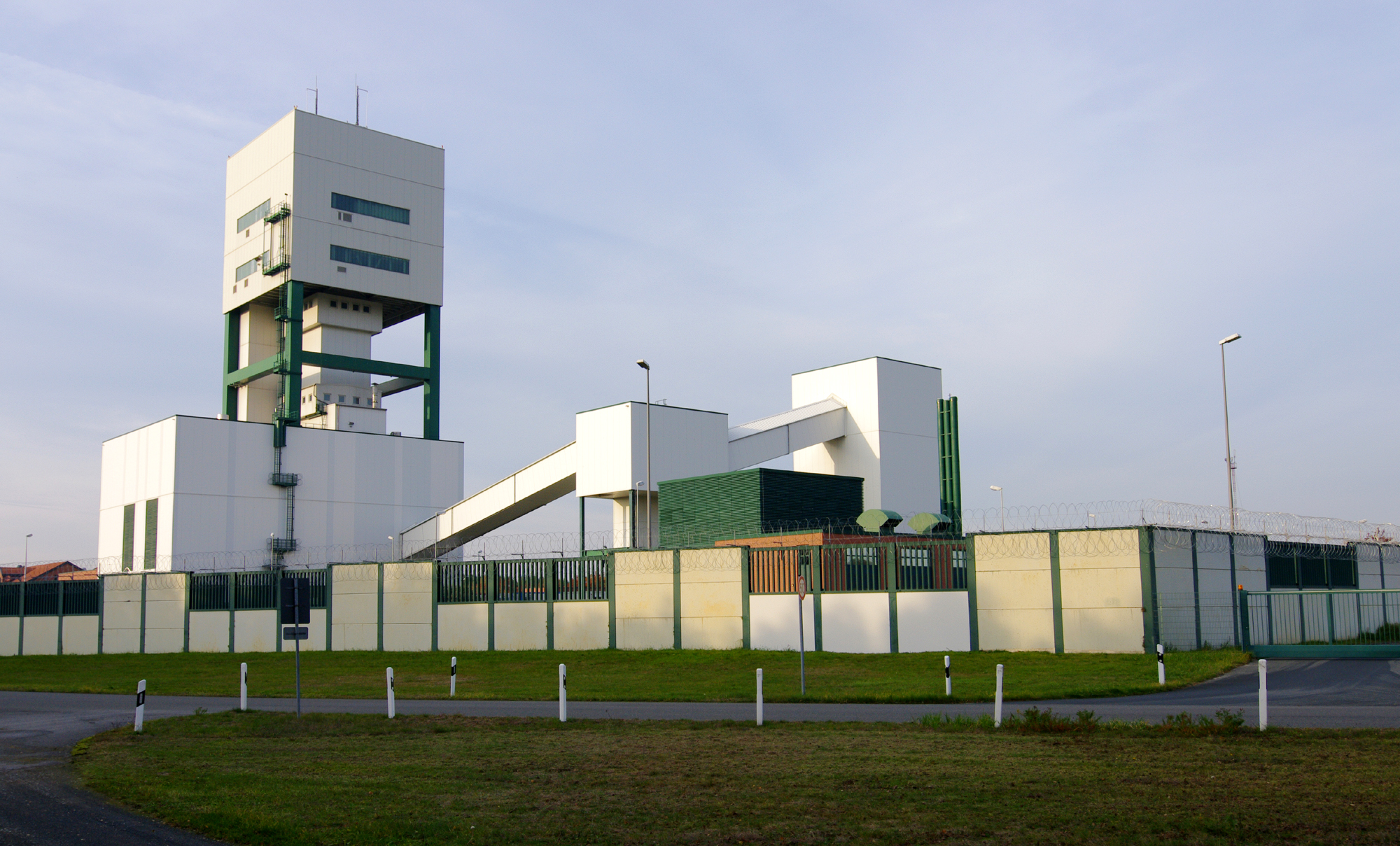
Строения и шахты в солевой полости Горлебен-Рамбоу

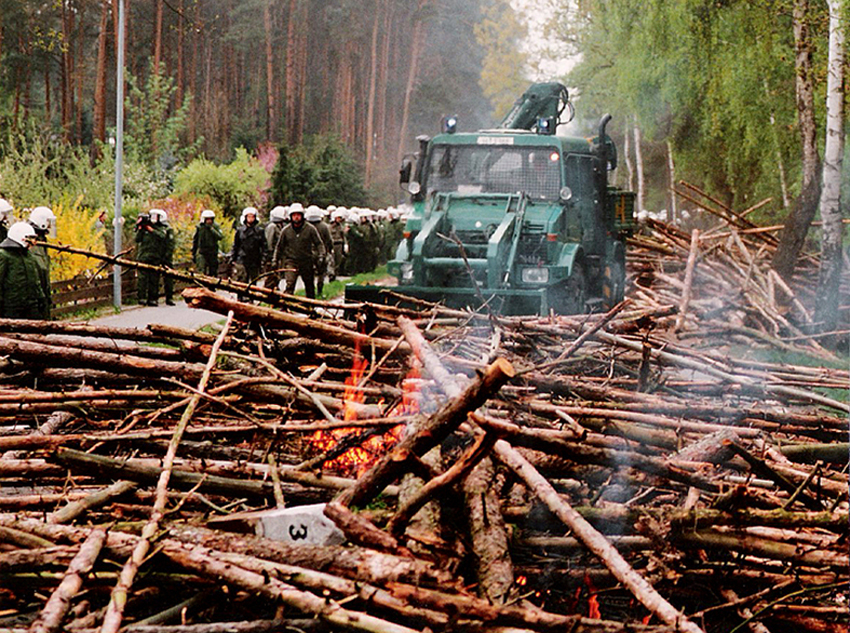
Блокада железнодорожных путей

Хранилище радиоактивных отходов Горлебен (нем. Atommülllager Gorleben) — зона для временного складирования, переработки и окончательного хранения для отработанного топлива и витрифицированных высокорадиоактивных отходов с немецких атомных станций после переработки. Находится около 2 км к югу от города Горлебен в районе Люхов-Данненберг (Нижняя Саксония).
Хранилище состоит из четырёх основных предприятий — Склад для контейнеров (нем. Transportbehälterlager Gorleben), куда выскорадиоактивные отходы привозят специальные поезда,
особое хранилище для тепловыделяющих отходов, пилот-хранилище витрифицированных отходов и находящаяся под землёй соляная полость, которая готовится для глубокого захоронения.

## История
Это место было выбрано для хранилища ещё в 1977 году правительством и подтверждено коммунальным управлением. Глубокие отработанные соляные копи позволяли организовать хранение на достаточной глубине. Сопряжённая восточногерманская территория была малонаселена. Тем не менее по мере разворачивания хранилищ противниками ядерной энергетики организовывались постоянные акции протеста. В демонстрации протеста 1979 года приняло участие 100 тысяч человек.
С 1979 по 1999 годы проводилось детальное геологическое исследование пластов каменной соли, первые результаты показали непригодность соляных пластов по причине нестабильности верхних скальных пород и невыгодного хода грунтовых вод.
Тем не менее по сравнению с аналогичными соляными полостями в других местах Горлебен оказался наиболее подходящим местом для захоронения радиоактивных отходов.
В период с 2000 по 2010 был объявлен мораторий на работы по организации окончательного захоронения.
В 2010 году правительство Ангелы Меркель приняло решение остановить мораторий и продолжить изыскательные работы. Восстановилась широкомасштабная волна протестов.

## Протесты против транспортировок радиоактивных отходов
С апреля 1995 до конца 2010 в хранилище Горлебен было направлено 12 железнодорожных составов со 102 контейнерами, которые складировались в контейнерном складе. Каждый состав вызывал многочисленные акции протеста и сопровождался усиленным полицейским конвоем.
Против первого состава протестовали 4000 демонстрантов, которые противостояли 7000 полицейским. Третий состав в 1997 году уже сопровождало 30000 полицейских.
Демонстранты организовывали сидячую блокаду, строили баррикады из тракторов, стройматериалов и подручного мусора, взбирались на поезда и монтировали поперёк путей бетонные блоки, прикреплялись друг к другу, организуя цепи. Демонстранты лезли также на поезд, везущий контейнеры. Демонстранты также тащили с улиц бетонные пирамиды и устанавливали на путях, что вызывало длительные задержки составов.
В ноябре 2004 года во время акции протеста погиб французский активист антиядерного движения Sébastien Briat, пытаясь остановить состав с радиоактивными отходами на территории Франции, который следовал в Горлебен.